# 島泰三
島 泰三（しま たいぞう、1946年 - ）は、日本の動物学者、類人猿学者。

## 経歴
山口県下関市出身。自身の著書では生家は鮮魚商で、店は彦島にあったと記している。山口県立下関西高等学校を経て東京大学に進学。理学部人類学教室に在籍。学生運動に関わり、1968年の佐世保エンタープライズ寄港阻止闘争に参加している。1969年の東大安田講堂事件に際しては、学部生の「本郷学生隊長」として参加。逮捕されて懲役2年の判決を受ける。京都大学で理学博士号を取得。
霊長類の研究を専門とし、「房総自然博物館」（野生のニホンザル研究のために千葉県内に設けられた施設）2代目館長や雑誌『にほんざる』編集長などを歴任。2002年以来、NGO日本アイアイ・ファンド代表としてマダガスカル北西部の「アンジアマンギラーナ監視森林」を保護・観察している。アイアイの保護に関する功績によりマダガスカル国第5等勲位シュヴァリエを受けている。
2005年に、参加した学生側の視点から東大紛争を記述した『安田講堂 1968 - 1969』を刊行した。

## 著書
- 『どくとるアイアイと謎の島マダガスカル』八月書館、1997年
- 『アイアイの謎』どうぶつ社、2002年
- 『親指はなぜ太いのか 直立二足歩行の起原に迫る』中央公論新社<中公新書>、2003年
- 『サルの社会とヒトの社会 子殺しを防ぐ社会構造』大修館書店、2004年
- 『はだかの起原 不適者は生きのびる』木楽舎、2004年
- 『安田講堂1968-1969』中央公論新社<中公新書>、2005年
- 『マダガスカル アイアイのすむ島』草思社、2006年
- 『人はなぜ立ったのか? アイアイが教えてくれた人類の謎』学習研究社、2007年
- 『孫の力 誰もしたことのない観察の記録』中央公論新社<中公新書>、2010年
- 『決定版日本水族館紀行』（写真・阿部雄介）木楽舎、2013年
- 『なぞのサル アイアイ』（絵・笹原富美代） 福音館書店<たくさんのふしぎ傑作集>、2014年
- 『ヒト 異端のサルの1億年』中央公論新社<中公新書>、2016年
- 『ヒト、犬に会う　言葉と論理の始原へ』講談社<講談社選書メチエ>、2019年
- 『魚食の人類史 出アフリカから日本列島へ』NHK出版、2020年

### 共著
- 『戦う動物園 旭山動物園と到津の森公園の物語』（小菅正夫・岩野俊郎著・編）中央公論新社<中公新書>、2006年
- 『腰・肩・ひざは「ねじって」治す 魔法のリセット・トレーニング』（山内英雄との共著）中央公論新社<中公新書ラクレ>、2014年
- 『腰・肩・ひざは「ふたりで」治す 魔法のリセット・整体』（山内英雄との共著） 中央公論新社<中公新書ラクレ>、2015年